# 黃淑嫻
黃淑嫻，JP（1963年—），現任環境及生態局副局長，曾任食物環境衛生署副署長。

## 簡歷
黃淑嫻就讀於香港大學，以一級榮譽獲得社會科學學士學位。她於1985年加入政務職系，2020年晉升為首長級乙級政務官。她曾於多個政策局及部門工作，包括運輸科、房屋科、民政事務總署、發展局、食物及衞生局。她在2018年起任食物環境衞生署副署長，主管環境衞生。至2022年8月出任環境及生態局副局長。

## 榮譽

### 殊勳
- 官守太平紳士（J.P.）（2013年7月1日－）[1]